# 2024년 KBO 리그
2024년 KBO 리그는 KBO 리그의 43번째 시즌이며, 대한민국의 10개 프로 야구 구단들이 참가한다.

## 이전 시즌과의 차이
- SSG 랜더스가 김원형을 감독직에서 경질하고, 이숭용을 새 감독으로 선임했다.
- 롯데 자이언츠가 이종운 감독 대행과 재계약을 포기하고, 김태형을 새 감독으로 선임했다.
- KIA 타이거즈가 김종국의 감독 계약을 해지하고 이범호를 새 감독으로 선임했다.
- 한화 이글스가 최원호의 감독 계약을 해지하고 김경문을 새 감독으로 선임했다.
- 한여름인 7~8월을 제외하고 금요일, 토요일 경기가 취소될 경우 다음날 더블 헤더로 경기를 치른다.
- 올스타 브레이크가 7일에서 4일로 단축된다.
- 로봇 심판이 볼과 스트라이크를 판정하는 시스템인 투구 자동 판정 시스템(ABS)을 도입한다. ABS의 좌우 기준은 홈 플레이트 양 사이드를 2cm씩 확대해 적용한다. 상하단 기준은 홈 플레이트의 중간 면과 끝면 두 곳에서 공이 상하 높이 기준을 충족하여 통과해야 스트라이크로 판정된다. 포수 포구 위치, 방식 등에 상관없이 좌우, 상하 기준을 충족하여 통과했는지 여부에 따라 스트라이크가 판정된다. 상하단 높이는 각 선수별 신장의 비율을 기준으로 적용된다. 상단 기준은 선수 신장의 56.35%, 하단 기준은 선수 신장의 27.64% 위치가 기준이 된다.
- 대체 외국인 선수 제도가 도입된다. 기존 외국인 선수가 6주 이상 치료가 필요할 정도로 다친 경우 해당 선수를 재활 선수 명단에 올리고, 선수가 복귀할 때까지 대체 외국인 선수와 계약을 체결할 수 있도록 한다. 기존과 같이 계약 해지 후 새로운 외국인 선수를 등록할 수도 있고 교체 횟수도 차감되지 않는다. 다만 선수가 복귀할 경우 구단은 교체 횟수를 사용해 대체 선수와 다른 외국인 선수를 교체하거나 대체 선수와의 계약을 해지해야 한다. 또한 대체 외국인 선수의 고용 비용은 기존 교체 외국인 선수의 경우와 동일하게 1개월 당 10만 달러를 초과하면 안 된다.
- 베이스 크기를 확대한다. 정사각형인 베이스의 한 변 길이가 종전 15인치(38.1㎝)에서 18인치(45.72㎝)로 커진다. 이에 따라 1·3루와 홈플레이트 거리는 3인치(7.62㎝), 2루와 1·3루의 거리는 4.5인치(11.43㎝)가 짧아진다.
- 내야수들의 수비 능력을 강화하고 더 공격적인 타격을 유도하고자 수비 시프트를 제한한다.
- 다년 계약 선수는 계약 기간 중 FA 자격을 취득할 수 없도록 하고, 계약이 당해 년도에 종료될 예정인 선수에 한해 FA 자격을 승인하도록 했다.
- 구단은 비(非) FA 선수의 다년 계약 체결 시 언제든지 계약 승인을 신청할 수 있고, 발표 다음 날까지 KBO에 계약서를 제출하면 KBO는 그 다음 날 계약 사실을 공시하도록 했다. 기한 내 계약서를 제출하지 않으면 징계를 명시한 규약 제176조를 준용해 계약 질서를 어지럽히는 행위로 간주해 상벌위원회에서 제재 심의를 하기로 했다.
- 현 규약에서 정해둔 범위를 벗어나는 메리트(보너스) 지급을 제한하기로 했다. 이에 따라 구단이 아닌 감독이 사비를 털어 선수에게 보너스를 주는 행위는 금지된다. 다만 한국시리즈 최우수선수(MVP) 별도 시상은 시즌 전 KBO에 운영계획서를 제출해 승인받으면 가능하도록 했다.
- 퓨처스리그에서 피치 클락을 도입하고, 하반기부터 1군에 도입한다. 위반에 따른 볼·스트라이크 등의 제재를 적용하지 않고 경고가 부여된다. 견제 제한 등 투구판 이탈 제한 규정은 적용되지 않는다.투구 간 시간 제한은 주자가 루상에 없을 시 18초, 있을 시 23초를 적용한다. 타자와 타자 사이(타석 간)에는 30초 이내에 투구를 해야 하며 포수는 피치 클락의 잔여 시간이 9초가 남은 시점까지 포수석에 위치해야 하고, 타자는 08초가 남았을 때까지 타격 준비를 완료해야 한다. 피치 클락 규정의 적용을 회피하는 것을 방지하기 위해 타자의 타임 횟수는 타석당 1회로 제한되고, 수비팀에게는 ‘투구판 이탈 제한 규정’이 적용된다. 견제 시도, 견제구를 던지는 시늉, 주자가 있을 때 투구판에서 발을 빼는 경우 등이 이에 해당하고, 이외에도 수비팀의 타임 요청, 허용되는 시간 외의 포수의 포수석 이탈·투수의 공 교체 요청 등도 투구판 이탈로 간주된다. 투구판 이탈은 타석당 세 차례까지 허용되고, 네 번째 이탈 시에는 보크가 선언된다. 단, 네 번째 투구판 이탈로 아웃을 기록하거나 주자가 진루할 경우에는 보크가 선언되지 않는다. 누적된 투구판 이탈 횟수는 한 주자가 다른 베이스로 진루 시 초기화된다.

## 구단별 캐치프레이즈(슬로건)
- LG 트윈스 : 무적 LG! 끝까지 TWINS! 승리를 향해, 하나의 트윈스!
- kt 위즈 : WE ARE GREAT MAGIC WINNING KT
- SSG 랜더스 : NO LIMITS AMAZING LANDERS
- NC 다이노스 : THE ROAD TO GREATNESS
- 두산 베어스 : 247 TEAM DOOSAN
- KIA 타이거즈 : 압도하라! ALWAYS KIA TIGERS
- 롯데 자이언츠 : 투혼 투지
- 삼성 라이온즈 : WIN OR WOW
- 한화 이글스 : DIFFERENT US : 2024
- 키움 히어로즈 : WIN THE CHAMPIONSHIP - 영웅질주 키움승리

## 선수 이동

### 시즌 전
- 2024년 신인지명 선수
  - LG 트윈스[1] : 김현종, 손용준, 진우영, 김대원, 정지헌[2], 배강, 김종우, 강석현, 김도윤, 심규빈
  - kt 위즈 : 원상현, 육청명, 김민성, 최윤서[2], 신호준, 박정현, 박태완, 이근혁, 이승현, 김민석, 이승언
  - SSG 랜더스 : 박지환, 이승민, 박기호, 최현석, 정준재, 정현승, 박성빈[2], 백준서, 윤성보[2], 김규민, 변건우
  - NC 다이노스[3] : 김휘건, 임상현, 김민균, 홍유원, 최우석, 손주환, 김세훈, 원종해, 조현민, 고승완, 김재민, 김준원
  - 두산 베어스 : 김택연, 여동건, 임종성, 강태완, 박지호, 전다민, 김무빈, 손율기, 김태완, 류현준
  - KIA 타이거즈[4] : 조대현, 이상준, 김태윤, 강동훈, 최지웅, 김민주, 김민재, 강민제, 성영탁, 김두현
  - 롯데 자이언츠 : 전미르, 정현수, 이호준, 박준우, 강성우, 박성준, 이선우, 안우진, 소한빈, 전하원, 유제모
  - 삼성 라이온즈[5] : 육선엽, 박준용, 정민성, 김성경[2], 김호진, 신경민, 이현준, 이재호, 김재형, 유병선
  - 한화 이글스[6] : 황준서, 조동욱, 정안석, 황영묵, 이기창, 최준서, 이승현, 원종혁, 권현, 승지환
  - 키움 히어로즈[7] : 전준표, 김윤하, 이재상, 손현기, 이우현, 김연주, 고영우, 김주훈, 송진형, 김지성, 박채울, 박범준, 박승호, 심휘윤

- 독립야구단 영입 선수
  - 김승일 : 성남 맥파이스 → 한화 이글스
  - 김도빈 : 수원 파인이그스 → 한화 이글스
  - 김지현 : 고양 원더스 → SSG 랜더스

- 독립야구단 이적 선수
  - 안현석 : 넥센 히어로즈 → 연천 미라클
  - 박진태 : KIA 타이거즈 → 고양 원더스
  - 조선명 : 두산 베어스 → 가평 웨일스
  - 이정재 : 한화 이글스 → 가평 웨일스
  - 신현수 : 두산 베어스 → 수원 파인이그스
  - 이재성 : SSG 랜더스 → 수원 파인이그스
  - 김현종 : 롯데 자이언츠 → 수원 파인이그스
  - 정대혁 : 롯데 자이언츠 → 수원 파인이그스
  - 정진기 : NC 다이노스 → 성남 맥파이스
  - 강민수 : 기아 타이거즈 → 성남 맥파이스
  - 김동우 : 롯데 자이언츠 → 성남 맥파이스
  - 엄태호 : 롯데 자이언츠 → 성남 맥파이스
  - 이준기 : 한화 이글스 → 성남 맥파이스
  - 박윤철 : 한화 이글스 → 성남 맥파이스
  - 박성우 : 키움 히어로즈 → 파주 챌린저스
  - 박준호 : KT 위즈 → 파주 챌린저스
  - 지강혁 : KT 위즈 → 파주 챌린저스
  - 서경찬 : KT 위즈 → 파주 챌린저스
  - 맹성주 : 삼성 라이온즈 → 파주 챌린저스
  - 구준범 : 삼성 라이온즈 → 파주 챌린저스
  - 김기탁 : 한화 이글스 → 파주 챌린저스

- 2차 드래프트 영입 선수

《1라운드》
- 최주환 : SSG 랜더스 → 키움 히어로즈
- 이상규 : LG 트윈스 → 한화 이글스
- 최성훈 : LG 트윈스 → 삼성 라이온즈
- 김기연 : LG 트윈스 → 두산 베어스
- 박대온 : NC 다이노스 → SSG 랜더스
- 우규민 : 삼성 라이온즈 → kt 위즈

《2라운드》
- 오석주 : LG 트윈스 → 키움 히어로즈
- 양현 : 키움 히어로즈 → 삼성 라이온즈
- 오선진 : 한화 이글스 → 롯데 자이언츠
- 이형범 : 두산 베어스 → KIA 타이거즈
- 송승환 : 두산 베어스 → NC 다이노스
- 이태규 : KIA 타이거즈 → kt 위즈

《3라운드》
- 배민서 : NC 다이노스 → 한화 이글스
- 전병우 : 키움 히어로즈 → 삼성 라이온즈
- 최항 : SSG 랜더스 → 롯데 자이언츠
- 고명성 : kt 위즈 → KIA 타이거즈
- 김재열 : KIA 타이거즈 → NC 다이노스
- 신범수 : KIA 타이거즈 → SSG 랜더스
- 김철호 : NC 다이노스 → kt 위즈
- 이종준 : NC 다이노스 → LG 트윈스

《4라운드》
- 조성훈 : SSG 랜더스 → 키움 히어로즈
- 김강민 : SSG 랜더스 → 한화 이글스

- FA 잔류 선수
  - 서건창 : LG 트윈스[12]
  - 박경수 : kt 위즈[12]
  - 문승원 : SSG 랜더스[13]
  - 박종훈 : SSG 랜더스[13]
  - 이재원 : SSG 랜더스[12]
  - 최정 : SSG 랜더스[14]
  - 한유섬 : SSG 랜더스[13]
  - 심창민 : NC 다이노스[12]
  - 김태군 : KIA 타이거즈[13]
  - 박세웅 : 롯데 자이언츠[13]
  - 신정락 : 롯데 자이언츠[12]
  - 구자욱 : 삼성 라이온즈[13]
  - 김헌곤 : 삼성 라이온즈[12]
  - 이용규 : 키움 히어로즈[12]
  - 전준우 : 롯데 자이언츠 (총액 4년 47억)
  - 고종욱 : KIA 타이거즈 (총액 2년 5억)
  - 양석환 : 두산 베어스 (총액 4+2년 78억)
  - 임찬규 : LG 트윈스 (총액 4년 50억)
  - 장민재 : 한화 이글스 (총액 2+1년 8억)
  - 오지환 : LG 트윈스 (총액 6년 124억)
  - 함덕주 : LG 트윈스 (총액 4년 38억)
  - 김선빈 : KIA 타이거즈 (총액 3년 30억)
  - 김대우 : 삼성 라이온즈 (총액 2년 4억)
  - 김민식 : SSG 랜더스 (총액 2년 5억)
  - 오승환 : 삼성 라이온즈 (총액 2년 22억)
  - 강한울 : 삼성 라이온즈 (총액 1+1년 3억)
  - 홍건희 : 두산 베어스 (총액 2+2년 24.5억)
  - 주권 : kt 위즈 (총액 2+2년 16억)

- FA 이적 선수
  - 안치홍 : 롯데 자이언츠 → 한화 이글스 (총액 4+2년 72억)
  - 김재윤 : kt 위즈 → 삼성 라이온즈 (총액 4년 58억)
  - 임창민 : 키움 히어로즈 → 삼성 라이온즈 (총액 2년 8억)
  - 이지영 : 키움 히어로즈 → SSG 랜더스 (총액 2년 4억)[15]
  - 김민성 : LG 트윈스 → 롯데 자이언츠 (총액 2+1년 9억)[16]

- FA 영입에 따른 보상 선수 이적 선수
  - 문용익 : 삼성 라이온즈 → kt 위즈 (김재윤의 보상 선수 자격으로 이적)

- 군 입대(상무 야구단 입단) 선수
  - LG 트윈스 : 이정용
  - kt 위즈 : 배제성
  - NC 다이노스 : 구창모, 박성재, 오장한, 오태양, 조민석
  - KIA 타이거즈 : 김선우, 한승연
  - 삼성 라이온즈 : 조민성, 허윤동
  - 한화 이글스 : 박정현, 윤산흠

- 방출(보류 선수 제외) 선수
  - LG 트윈스 : 김성협, 김태형, 이천웅, 이철민, 최현준
  - kt 위즈 : 김성훈, 박준혁, 이상호, 이시원, 이정훈, 정우성, 조병욱
  - SSG 랜더스 : 강매성, 길지석, 김규남, 김주한, 양선률, 이거연, 전진우, 조강희
  - 두산 베어스 : 박유연
  - 롯데 자이언츠 : 문경찬, 박형준, 배영빈
  - 삼성 라이온즈 : 김용하, 김준우, 박세웅, 박용민, 윤정훈, 이태훈, 장지훈
  - 한화 이글스 : 김재영, 류원석, 송윤준, 신현수, 유상빈

- 방출 후 이적 선수
  - 임준섭 : SSG 랜더스 → 롯데 자이언츠
  - 문상인 : kt 위즈 → NC 다이노스
  - 이민호 : NC 다이노스 → 삼성 라이온즈
  - 이재원 : SSG 랜더스 → 한화 이글스
  - 서건창 : LG 트윈스 → KIA 타이거즈
  - 성재헌 : LG 트윈스 → kt 위즈
  - 조용근 : LG 트윈스 → kt 위즈
  - 한지용 : KT 위즈 → LG 트윈스
  - 백선기 : KT 위즈 → LG 트윈스
  - 이찬혁 : LG 트윈스 → SSG 랜더스
  - 최민창 : LG 트윈스 → SSG 랜더스
- 트레이드 영입 선수
  - 진해수 : LG 트윈스 → 롯데 자이언츠 (2025년 KBO 리그 신인 드래프트 5라운드 지명권과 트레이드)
  - 이지영 : 키움 히어로즈 → SSG 랜더스 (사인 앤 트레이드[17])
  - 김민수 : 롯데 자이언츠 → LG 트윈스 (김민성과 1:1 트레이드)
  - 김민성 : LG 트윈스 → 롯데 자이언츠 (사인 앤 트레이드, 김민수와 1:1 트레이드)

- 은퇴 선수
  - 이성곤 : 한화 이글스 → 은퇴 (롯데 자이언츠 2군 타격보조코치)
  - 서동민 : SSG 랜더스 → 은퇴
  - 정주현 : LG 트윈스 → 은퇴 (LG 트윈스 잔류군 1루/내야수비코치)
  - 임정우 : LG 트윈스 → 은퇴
  - 조현우 : kt 위즈 → 은퇴
  - 이병규 : 키움 히어로즈 → 은퇴 (고양 히어로즈 잔류군 야수코치)
  - 김준완 : 키움 히어로즈 → 은퇴 (상무 야구단 코치)
  - 송준석 : 삼성 라이온즈 → 은퇴
  - 이승헌 : NC 다이노스 → 은퇴 (중랑이글스유소년야구단 투수코치)
  - 장지승 : 한화 이글스 → 은퇴
  - 노건우 : 삼성 라이온즈 → 은퇴
  - 서덕원 : KIA 타이거즈 → 은퇴 (KIA 타이거즈 잔류군 투수코치)
  - 윤명준 : 롯데 자이언츠 → 은퇴 (동의대학교 야구부 투수코치)
  - 이흥련 : SSG 랜더스 → 은퇴 (SSG 랜더스 전력분석원)
  - 김호재 : 삼성 라이온즈 → 은퇴 (경일대학교 야구부 수비코치)
  - 박선우 : kt 위즈 → 은퇴
  - 이석제 : 한화 이글스 → 은퇴
  - 장운호 : 한화 이글스 → 은퇴 (프로베이스볼아카데미 타격코치)
  - 변시원 : 키움 히어로즈 → 은퇴 (충암고등학교 야구부 코치)
  - 김진욱 : 한화 이글스 → 은퇴
  - 송은범 : LG 트윈스 → 은퇴
  - 노수광 : 한화 이글스 → 은퇴 (프로베이스볼아카데미 타격코치)
  - 류희운 : 한화 이글스 → 은퇴 (설악고등학교 야구부 코치)
  - 이영준 : 키움 히어로즈 → 은퇴 (단국대학교 야구부 투수코치)
  - 김주현 : 한화 이글스 → 은퇴 (경기상업고등학교 야구부 코치)

- 해외 진출 선수
  - 에릭 페디 : NC 다이노스 → 시카고 화이트삭스 (총액 2년 1500만 달러)
  - 이정후 : 키움 히어로즈 → 샌프란시스코 자이언츠 (총액 6년 1억 1300만 달러)
  - 토마스 파노니 : KIA 타이거즈 → 시카고 컵스[18]
  - 니코 구드럼 : 롯데 자이언츠 → 미네소타 트윈스[18]
  - 마리오 산체스 : KIA 타이거즈 → 유니 세븐일레븐 라이언스
  - 호세 피렐라 : 삼성 라이온즈 → 티그레스 데 아라과
  - 테일러 와이드너 : 삼성 라이온즈 → 애틀랜타 브레이브스[18]
  - 고우석 : LG 트윈스 → 샌디에이고 파드리스 (총액 2년 450만 달러)
  - 태너 털리 : NC 다이노스 → 뉴욕 양키스[19]
  - 커크 맥카티 : SSG 랜더스 → 중신 브라더스
  - 호세 로하스 : 두산 베어스 → 뉴욕 양키스[18]
  - 이원준 : SSG 랜더스 → 고치 파이팅 독스

- 신규 영입 외국인 선수
  - LG 트윈스 : 디트릭 엔스
  - kt 위즈 : 멜 로하스 주니어
  - SSG 랜더스 : 로버트 더거
  - NC 다이노스 : 다니엘 카스타노, 카일 하트, 맷 데이비드슨
  - 두산 베어스 : 헨리 라모스
  - KIA 타이거즈 : 윌 크로우, 제임스 네일
  - 롯데 자이언츠 : 빅터 레예스
  - 삼성 라이온즈 : 데이비드 맥키넌, 코너 시볼드, 데니 레예스
  - 한화 이글스 : 요나단 페라자
  - 키움 히어로즈 : 엔마누엘 데 헤수스

- 재계약 성공 외국인 선수
  - LG 트윈스 : 오스틴 딘, 케이시 켈리
  - kt 위즈 : 윌리엄 쿠에바스, 웨스 벤자민
  - SSG 랜더스 : 기예르모 에레디아, 로에니스 엘리아스
  - 두산 베어스 : 라울 알칸타라, 브랜든 와델
  - KIA 타이거즈 : 소크라테스 브리토
  - 롯데 자이언츠 : 애런 윌커슨, 찰리 반즈
  - 한화 이글스 : 펠릭스 페냐, 리카르도 산체스
  - 키움 히어로즈 : 로니 도슨, 아리엘 후라도

- 재계약 포기 외국인 선수
  - LG 트윈스 : 아담 플럿코
  - kt 위즈 : 앤서니 알포드
  - SSG 랜더스 : 커크 맥카티
  - NC 다이노스 : 태너 털리, 제이슨 마틴, 에릭 페디
  - 두산 베어스 : 호세 로하스
  - KIA 타이거즈 : 마리오 산체스, 토마스 파노니
  - 롯데 자이언츠 : 니코 구드럼
  - 삼성 라이온즈 : 테일러 와이드너, 호세 피렐라, 데이비드 뷰캐넌
  - 한화 이글스 : 닉 윌리엄스
  - 키움 히어로즈 : 이언 매키니

- 국내 복귀 선수
  - 류현진 : 토론토 블루제이스 → 한화 이글스

### 시즌 중
- 독립야구단 영입 선수

- 독립야구단 이적 선수

- 군 입대 (상무 야구단 입단) 선수

- 방출(계약 해지) 선수

- 방출 후 이적 선수

- 은퇴 선수

- 트레이드 영입 선수
  - 손호영 : LG 트윈스 → 롯데 자이언츠 (우강훈과 1:1 트레이드)
  - 우강훈 : 롯데 자이언츠 → LG 트윈스 (손호영과 1:1 트레이드)
  - 박병호 : KT 위즈 → 삼성 라이온즈 (오재일과 1:1 트레이드)
  - 오재일 : 삼성 라이온즈 → KT 위즈 (박병호와 1:1 트레이드)
  - 김휘집 : 키움 히어로즈 → NC 다이노스 (2025년 KBO 리그 신인 드래프트 1, 3라운드 지명권과 2:1 트레이드)

- 방출 외국인 선수
  - 로버트 더거 : SSG 랜더스 (사유 : 성적 부진)
  - 펠릭스 페냐 : 한화 이글스 (사유 : 성적 부진 및 손바닥 부상)
  - 라울 알칸타라 : 두산 베어스 (사유 : 성적 부진)
  - 데이비드 맥키넌 : 삼성 라이온즈 (사유 : 장타력 저하)
  - 케이시 켈리 : LG 트윈스 (사유 : 성적 부진)
  - 헨리 라모스 : 두산 베어스 (사유 : 인성 부족)
  - 다니엘 카스타노 : NC 다이노스 (사유 : 성적 부진)
  - 리카르도 산체스 : 한화 이글스 (사유 : 성적 저하 및 팔꿈치 부상)
  - 루벤 카데나스 : 삼성 라이온즈 (사유 : 허리 부상 여파 및 인성 부족)

- 신규 영입 외국인 선수
  - 드류 앤더슨 : SSG 랜더스
  - 하이메 바리아, 라이언 와이스 : 한화 이글스
  - 조던 발라조빅, 제러드 영 : 두산 베어스
  - 루벤 카데나스 : 삼성 라이온즈
  - 엘리에이저 에르난데스 : LG 트윈스
  - 르윈 디아즈 : 삼성 라이온즈

- 해외 진출 선수

- 국내 복귀 선수

- 2025년 신인지명 선수

## 시범 경기
- 기간 : 3월 9일 ~ 3월 19일

| 순위 | 구단          | 경기 | 승 | 무 | 패 | 승률  | 연속 | 게임차 |
| ---- | ------------- | ---- | -- | -- | -- | ----- | ---- | ------ |
| 1    | 두산 베어스   | 9    | 8  | 1  | 0  | 1.000 | 8승  | -      |
| 2    | LG 트윈스     | 8    | 6  | 0  | 2  | 0.750 | 2승  | 2.0    |
| 3    | 한화 이글스   | 10   | 5  | 2  | 3  | 0.625 | 1승  | 3.0    |
| 4    | NC 다이노스   | 10   | 6  | 0  | 4  | 0.600 | 1승  | 3.0    |
| 5    | kt wiz        | 9    | 4  | 1  | 4  | 0.500 | 1승  | 4.0    |
| 6    | 삼성 라이온즈 | 10   | 4  | 0  | 6  | 0.400 | 1패  | 5.0    |
| 6    | KIA 타이거즈  | 10   | 4  | 0  | 6  | 0.400 | 1승  | 5.0    |
| 8    | 롯데 자이언츠 | 8    | 3  | 0  | 5  | 0.375 | 4패  | 5.0    |
| 9    | SSG 랜더스    | 10   | 3  | 0  | 7  | 0.300 | 1패  | 6.0    |
| 10   | 키움 히어로즈 | 8    | 1  | 0  | 7  | 0.125 | 3패  | 7.0    |

## 정규 리그
- 기간 : 3월 23일 ~ 8월 29일
- 잔여 경기 기간 : 8월 30일 ~ 10월 1일

개막 경기는 2023년도 순위를 기준으로 상위 팀들의 경기장인 잠실(한화:LG), 수원(삼성:kt), 문학(롯데:SSG), 창원(두산:NC), 광주(키움:KIA) 5개 구장에서 2연전으로 펼쳐진다.
9월 16일에 1위 KIA 타이거즈는 매직넘버 1이라 KIA 타이거즈가 이기거나 아니면 삼성 라이온즈가 지면 무조건 KIA 타이거즈가 정규시즌 우승을 확정지을 수 있었다. 9월 17일에 비록 KIA 타이거즈는 0:2로 SSG 랜더스에게 졌으나 같은 시간 삼성 라이온즈도 두산 베어스에게 지는 바람에 자연히 KIA 타이거즈가 정규시즌 우승을 확정지었다. 한편, KIA 타이거즈를 이긴 SSG 랜더스도 계속 5위 희망을 걸면서 결국엔 타이브레이커 경기까지 끌고 갈 수 있었다. 그리고 KIA 타이거즈가 우승한데 이어 삼성 라이온즈, LG 트윈스, 두산 베어스도 차례로 2,3,4위를 확정지었다.
| 범례 |
| --- |
| 우승한 팀 (포스트시즌 진출)                                                                                  |
| 최종전에서 승리해 우승한 팀                                                                                  |
| 2~4위 야구팀                                                                                                 |
| 최종전 승리 (포스트시즌 진출)                                                                                |
| 이미 포스트시즌 확정인데 최종전에서 승리하고 타경기 결과에 따라 높은 순위를 차지한 팀 (우승팀은 제외)        |
| 이미 포스트시즌 확정이고 최종전에서 비록 패배했지만 타경기에 의해 순위가 떨어지지 않은 팀 (단 우승팀은 제외) |
| 이미 포스트시즌은 확정이지만 최종전에서 패배한 팀 (패배해서 순위가 떨어진 포스트시즌 진출 팀도 포함)         |
| 이미 포스트시즌은 확정이고 최종전은 승리했지만 타경기가 꼬이는 바람에 높은 순위를 얻지 못한 팀               |
| 최종전 승리와 다른 경기 결과에 따라 포스트시즌에 진출한 팀                                                   |
| 최종전에서 패배했지만 다른 경기에 의해 탈락하지 않고 포스트시즌에 진출한 팀                                  |
| 최종전은 승리했으나 다른 경기의 결과 때문에 탈락한 팀                                                        |
| 최종전에서 결정적인 패배로 인해 탈락한 팀                                                                    |
| 5위 와일드카드 제도에 진출한 팀                                                                              |
| 이미 탈락이 확정된 팀                                                                                        |

| 날짜            | 원정 팀       | 득점 결과 | 홈 팀       | 장소                  | 결과          |
| --------------- | ------------- | --------- | ----------- | --------------------- | ------------- |
| 2024년 9월 17일 | KIA 타이거즈  | 0:2       | SSG 랜더스  | 인천SSG랜더스필드     | 패배 / 우승   |
| 2024년 9월 17일 | 삼성 라이온즈 | 4:8       | 두산 베어스 | 서울종합운동장 야구장 | 패배 / 준우승 |

| 순위 | 팀            | 경기수 | 승 | 무 | 패 | 결과                                     |
| ---- | ------------- | ------ | -- | -- | -- | ---------------------------------------- |
| 1    | KIA 타이거즈  | 136    | 83 | 2  | 52 | SSG에게 패했지만 삼성의 패배로 우승 확정 |
| 2    | 삼성 라이온즈 | 137    | 75 | 2  | 60 | 두산 베어스에게 패배로 준우승 확정       |

#### 5위 경우의 수
정규 시즌 5위는 가려지지는 않았는데 KT 위즈는 최종 승리를 거두어 일단 KT 위즈는 5위를 확정했고, SSG 랜더스도 같은 시간에 승리를 거두었고 최종전에도 승리하여 KT 위즈와 공동 5위가 되었다.
근데 사실 점수 결과로 따지자면 SSG 랜더스가 2승이나 했음에도 kt 위즈와 승률과 승자승이 8승 8패까지 같지만 다득점에서 kt 위즈가 앞선다. 그러므로 원래는 kt 위즈가 진출하고 반면 SSG 랜더스는 탈락해야 하는 처지인데 이제는 다득점이 앞선 팀이 타이브레이커 경기를 홈구장에서 경기 하기로 정해져 있고 다득점에 밀린 팀도 원정에서 경기하는 대신 탈락은 사라졌다. 다득점에서 kt 위즈가 앞서므로 수원야구장에서 타이브레이커 경기를 하게 되었고 만약 반대로 SSG 랜더스가 앞선다면 당연히 문학야구장에서 타이브레이커 경기를 했을 것이다.
결국 타이브레이커 경기를 하게 되었는데 10월 1일에 kt 위즈가 SSG 랜더스를 4대3으로 역전승하여 결국 kt 위즈가 5위가 되었다.
| 범례                                                                                                  |
| --- |
| 우승한 팀 (포스트시즌 진출)                                                                           |
| 최종전에서 승리해 우승한 팀                                                                           |
| 2~3위 야구팀                                                                                          |
| 4위 야구팀                                                                                            |
| 최종전 승리 (포스트시즌 진출)                                                                         |
| 이미 포스트시즌 확정인데 최종전에서 승리하고 타경기 결과에 따라 높은 순위를 차지한 팀 (우승팀은 제외) |
| 이미 포스트시즌 확정이고 최종전에서 비록 패배했지만 타경기에 의해 순위가 떨어지지 않은 팀             |
| 이미 포스트시즌은 확정이지만 최종전에서 패배한 팀 (패배해서 순위가 떨어진 포스트시즌 진출 팀도 포함)  |
| 이미 포스트시즌은 확정이고 최종전은 승리했지만 타경기가 해결되지 못하는 바람에 순위가 오르지 못한 팀  |
| 최종전 승리와 다른 경기 결과에 따라 포스트시즌에 진출한 팀                                            |
| 최종전에서 패배했지만 다른 경기에 의해 탈락하지 않고 포스트시즌에 진출한 팀                           |
| 최종전은 승리했으나 다른 경기의 결과 때문에 탈락한 팀                                                 |
| 최종전에서 결정적인 패배로 인해 탈락한 팀                                                             |
| 5위 와일드카드 제도에 진출한 팀                                                                       |
| 이미 탈락이 확정된 팀                                                                                 |
| 타이브레이커 경기                                                                                     |

| 순위 | 팀명       | 승점          | 9월 28일  | 9월 30일 | 승자승  | 다득점 | 결과 |
| ---- | ---------- | ------------- | --------- | -------- | ------- | ------ | --- |
| 5위  | kt 위즈    | 72승 2무 70패 | 10:7 (승) | -        | 8승 8패 | 92득점 | 최종 승리와 함께 다득점에서 앞서 타이브레이커 경기를 수원케이티위즈파크에서 대결                              |
| 5위  | SSG 랜더스 | 72승 2무 70패 | 6:2 (승)  | 7:2 (승) | 8승 8패 | 87득점 | 최종전까지 연속 2번 승리하고 승률-승자승까지 모두 같았지만 다득점에서 밀려 원정에서 타이브레이커를 치르게 됨. |

| 날짜            | 원정 팀                 | 득점 | 홈 팀                | 장소               | 승리 | 비고                  |
| --------------- | ----------------------- | ---- | -------------------- | ------------------ | ---- | --------------------- |
| 2024년 10월 1일 | SSG 랜더스 타이브레이커 | 3:4  | KT 위즈 타이브레이커 | 수원케이티위즈파크 |      | KT 5위 진출! SSG 탈락 |

### 팀 순위
위에 언급했듯이 KIA 타이거즈가 비록 SSG 랜더스에게 패하긴 했어도 삼성 라이온즈가 두산 베어스에게 패한 덕에 9월 17일에 우승을 확정지었다. 그리고 승리한 SSG 랜더스도 계속 와일드카드 희망을 안고 결국 타이브레이커 경기까지 갔었지만 KT 위즈에게 지는 바람에 탈락했다.  KT 위즈가 와일드카드 팀 역사상 첫 2승을 거두면서 사상 처음으로 준플레이오프에 진출하게 되었다. 반면 두산 베어스는 최종전에서 4위를 기록하고도 와일드카드 팀에게 2패를 당해 탈락하는 첫 역사 팀이 되었다. 그리고 삼성 라이온즈가 2024년 한국시리즈에 진출하여 KIA 타이거즈를 만났는데 이는 31년만의 만남이었다. 또한 KBO 한국시리즈에서도 우천으로 인해 다음날로 미루어진 서스펜디드 경기도 발생했는데 이것도 KBO 한국시리즈 사상 최초다.
| 순위 | 구단          | 경기 | 승 | 무 | 패 | 승률  | 연속 | 게임차 | 포스트시즌             |
| ---- | ------------- | ---- | -- | -- | -- | ----- | ---- | ------ | ---------------------- |
| 1    | KIA 타이거즈  | 144  | 87 | 2  | 55 | 0.613 | 2승  | -      | 한국시리즈 진출        |
| 2    | 삼성 라이온즈 | 144  | 78 | 2  | 64 | 0.549 | 1패  | 9.0    | 플레이오프 진출        |
| 3    | LG 트윈스     | 144  | 76 | 2  | 66 | 0.535 | 2승  | 11.0   | 준플레이오프 진출      |
| 4    | 두산 베어스   | 144  | 74 | 2  | 68 | 0.521 | 4승  | 13.0   | 와일드카드 결정전 진출 |
| 5    | kt 위즈       | 144  | 72 | 2  | 70 | 0.507 | 3승  | 15.0   | 와일드카드 결정전 진출 |
| 6    | SSG 랜더스    | 144  | 72 | 2  | 70 | 0.507 | 4승  | 15.0   | 진출 실패              |
| 7    | 롯데 자이언츠 | 144  | 66 | 4  | 74 | 0.471 | 1승  | 20.0   | 진출 실패              |
| 8    | 한화 이글스   | 144  | 66 | 2  | 76 | 0.465 | 2패  | 21.0   | 진출 실패              |
| 9    | NC 다이노스   | 144  | 61 | 2  | 81 | 0.430 | 2패  | 26.0   | 진출 실패              |
| 10   | 키움 히어로즈 | 144  | 58 | 0  | 86 | 0.403 | 5패  | 30.0   | 진출 실패              |

### 통계

#### 타자 TOP
| 부문        | 선수     | 기록  |
| ----------- | -------- | ----- |
| 타율(AVG)   | 에레디아 | 0.360 |
| 홈런(HR)    | 데이비슨 | 46    |
| 타점(RBI)   | 오스틴   | 132   |
| 득점(R)     | 김도영   | 143   |
| 안타(H)     | 레예스   | 202   |
| 출루율(OBP) | 홍창기   | 0.447 |
| 장타율(SLG) | 김도영   | 0.647 |
| 도루(SB)    | 조수행   | 64    |

#### 투수 TOP
| 부문            | 선수                      | 기록                                                                |
| --------------- | ------------------------- | ------------------------------------------------------------------- |
| 승리(W)         | 곽빈, 원태인              | 15                                                                  |
| 평균자책점(ERA) | 네일                      | 2.53                                                                |
| 탈삼진(SO)      | 하트                      | 182                                                                 |
| 세이브(SV)      | 정해영                    | 31                                                                  |
| 홀드(HLD)       | 노경은                    | 38                                                                  |
| 승률(WPCT)      | 박영현(전체), 하트 (선발) | 0.833(10승 2패)(모두 구원)(박영현) 0.813(13승 3패)(모두 선발)(하트) |

### 시즌 1호 기록
- 1호 안타 : 키움 히어로즈 김혜성
- 1호 볼넷 : 삼성 라이온즈 구자욱
- 1호 사구 :
- 1호 도루 : 롯데 자이언츠 고승민
- 1호 도루 저지 :
- 1호 타점 : 키움 히어로즈 최주환
- 1호 득점 : 키움 히어로즈 김혜성
- 1호 홈런 : 키움 히어로즈 최주환
- 1호 백투백 홈런 :
- 1호 희생타 :
- 1호 끝내기 : NC 다이노스 맷 데이비슨
- 1호 실책 :
- 1호 폭투 : 롯데 자이언츠 월커슨
- 1호 병살타 :
- 1호 삼진 투수 :
- 1호 피삼진 타자 :
- 1호 비디오 판독 :
- 1호 승리 투수 : NC 다이노스 이용찬
- 1호 패전 투수 : 키움 히어로즈 아리엘 후라도
- 1호 무승부 투수 :
- 1호 홀드 :
- 1호 세이브 : 기아 타이거즈 정해영

### 개인 달성 기록

#### 3/4월
- 양석환(두산 베어스)는 3월 27일 수원에서 열린 KT와의 경기에서 역대 114번째 통산 500타점을 달성했다.
- 허경민(두산 베어스)은 3월 30일 잠실에서 열린 기아와의 경기에서 역대 68번째 통산 700득점을 달성했다.
- 정수빈(두산 베어스)은 4월 10일 잠실에서 열린 한화와의 경기에서 역대 115번째 통산 500타점을 달성했다.
- 허경민(두산 베어스)은 4월 13일 잠실에서 열린 LG와이 경기에서 역대 90번째 통산 500사사구을 달성했다.
- 김재환(두산 베어스)은 4월 14일 잠실에서 열린 LG와이 경기에서 역대 51번째 통산 2200루타을 달성했다.
- 양의지(두산 베어스)는 4월 16일 대구에서 열린 삼성외이 경기에서 역대 32번째 통산 1700안타을 달성했다.
- 조수행(두산 베어스)은 4월 28일 대전에서 열린 한화와이 경기에서 역대 90번째 4시즌 연속 10도루을 달성했다.

#### 5월
- 양의지(두산 베어스)는 5월 3일 잠실에서 열린 LG와이 경기에서 역대 33번째 통산 800사사구을 달성했다.
- 정수빈(두산 베어스)은 5월 4일 잠실에서 열린 LG와이 경기에서 역대 44번째 6시즌 연속 10도루을 달성했다.
- 양의지(두산 베어스)는 5월 4일 잠실에서 열린 LG와이 경기에서 역대 26번째 통산 2800루타을 달성했다.
- 양의지(두산 베어스)는 5월 7일 고척에서 열린 키움와이 경기에서 역대 21번째 통산 250홈런을 달성했다.
- 허경민(두산 베어스)은 5월 8일 고척에서 열린 키움와이 경기에서 역대 60번째 통산 1400안타을 달성했다.
- 조수행(두산 베어스)은 5월 10일 잠실에서 열린 KT와의 경기에서 역대 106번째 100도루을 달성했다.
- 허경민(두산 베어스)은 5월 12일 잠실에서 열린 KT와의 경기에서 역대 55번째 통산 250.2루타을 달성했다.
- 김재호(두산 베어스)는 5월 12일 잠실에서 열린 KT와의 경기에서 역대 85번째 통산 1200안타을 달성했다.
- 허경민(두산 베어스)은 5월 15일 광주에서 열린 기아와의 경기에서 역대 78번째 통산 600타점을 달성했다.
- 이승엽(두산 베어스)은 5월 18일 잠실에서 열린 롯데와의 경기에서 역대 58번째 감독 통산 100승을 달성했다.
- 김재환(두산 베어스)은 5월 21일 잠실에서 열린 SSG와이 경기에서 역대 23번째 9시즌 연속 10홈런을 달성했다.
- 조수행(두산 베어스)은 5월 21일 잠실에서 열린 SSG와이 경기에서 역대 25번째 4시즌 연속 20도루을 달성했다.
- 김재환(두산 베어스)은 5월 28일 잠실에서 열린 KT와의 경기에서 역대 102번째 1300경기 출장을 달성했다.
- 정수빈(두산 베어스)은 5월 30일 잠실에서 열린 KT와의 경기에서 역대 55번째 1600경기 출장을 달성했다.

#### 6월
- 정수빈(두산 베어스)은 6월 6일 창원에서 열린 NC와의 경기에서 역대 60번째 5000타수을 달성했다.
- 정수빈(두산 베어스)은 6월 9일 잠실에서 열린 기아와의 경기에서 역대 13번째 300도루을 달성했다.
- 양석환(두산 베어스)은 6월 19일 잠실에서 열린 NC와의 경기에서 시즌 5번째 전 구단 홈런을 달성했다.
- 정수빈(두산 베어스)은 6월 21일 대구에서 열린 삼성와의 경기에서 역대 63번째 1400안타을 달성했다.
- 김재환(두산 베어스)은 6월 26일 대전에서 열린 한화와의 경기에서 역대 22번째 250홈런을 달성했다.
- 김재환(두산 베어스)은 6월 26일 대전에서 열린 한화와의 경기에서 역대 46번째 2300루타을 달성했다.
- 허경민(두산 베어스)은 6월 28일 잠실에서 열린 SSG와의 경기에서 역대 68번째 1500경기 출장을 달성했다.

#### 7월
- 양의지(두산 베어스)는 7월 3일 잠실에서 열린 롯데와의 경기에서 역대 14번째 11시즌 연속 10홈런을 달성했다.
- 양석환(두산 베어스)은 7월 4일 잠실에서 열린 롯데와의 경기에서 역대 27번째 4시즌 연속 20홈런을 달성했다.
- 양의지(두산 베어스)는 7월 11일 수원에서 열린 KT와의 경기에서 역대 44번째 7시즌 연속 100안타을 달성했다.
- 김재환(두산 베어스)은 7월 13일 잠실에서 열린 삼성과의 경기에서 역대 34번째 900타점을 달성했다.
- 허경민(두산 베어스)은 7월 13일 잠실에서 열린 키움과의 경기에서 역대 45번째 7시즌 연속 100안타을 달성했다.
- 김재환(두산 베어스)은 7월 24일 잠실에서 열린 키움과의 경기에서 역대 43번째 700사사구을 달성했다.
- 양의지(두산 베어스)는 7월 26일 문학에서 열린 SSG와의 경기에서 역대 34번째 1800경기 출장을 달성했다.
- 양의지(두산 베어스)는 7월 27일 문학에서 열린 SSG와의 경기에서 역대 25번째 2900루타을 달성했다.
- 양석환(두산 베어스)은 7월 30일 광주에서 열린 기아와의 경기에서 역대 182번째 1000경기 출장을 달성했다.

#### 8월
- 양의지(두산 베어스)는 8월 1일 광주에서 열린 기아와의 경기에서 역대 5번째 170사구을 달성했다.
- 김재환(두산 베어스)은 8월 8일 잠실에서 열린 LG와의 경기에서 역대 75번째 1300안타을 달성했다.
- 허경민(두산 베어스)은 8월 9일 문학에서 열린 SSG와의 경기에서 역대 61번째 5000타수을 달성했다.
- 정수빈(두산 베어스)은 8월 11일 문학에서 열린 SSG와의 경기에서 역대 67번째 600사사구을 달성했다.
- 김재환(두산 베어스)은 8월 14일 잠실에서 열린 롯데와의 경기에서 시즌 10번째 전 구단 상대 홈런을 달성했다.
- 양의지(두산 베어스)는 8월 14일 수원에서 열린 KT와의 경기에서 역대 26번째 1800안타을 달성했다.
- 정수빈(두산 베어스)은 8월 17일 수원에서 열린 KT와의 경기에서 역대 33번째 900득점을 달성했다.
- 양석환(두산 베어스)은 8월 18일 수원에서 열린 KT와의 경기에서 역대 62번째 150홈런을 달성했다.
- 정수빈(두산 베어스)은 8월 28일 창원에서 열린 NC와의 경기에서 역대 91번째 200.2루타을 달성했다.

#### 9월
- 최원준(두산 베어스)은 9월 3일 대전에서 열린 한화와의 경기에서 역대 68번째 5시즌 연속 100이닝을 달성했다.
- 양의지(두산 베어스)는 9월 7일 수원에서 열린 KT와의 경기에서 역대 15번째 1100타점을 달성했다.
- 김재환(두산 베어스)은 9월 17일 잠실에서 열린 삼성과의 경기에서 역대 57번째 250.2루타을 달성했다.
- 양의지(두산 베어스)는 9월 19일 잠실에서 열린 기아와의 경기에서 역대 16번째 7시즌 연속 200루타을 달성했다.
- 양석환(두산 베어스)은 9월 21일 잠실에서 열린 LG와의 경기에서 역대 92번째 30홈런 100타점을 달성했다.
- 양석환(두산 베어스)은 9월 21일 잠실에서 열린 LG와의 경기에서 역대 81번째 600타점을 달성했다.
- 김재환(두산 베어스)은 9월 22일 잠실에서 열린 LG와의 경기에서 역대 44번째 2400루타을 달성했다.
- 김재호(두산 베어스)는 9월 24일 잠실에서 열린 NC와의 경기에서 역대 82번째 600타점을 달성했다.

### 월간 MVP
| 월     | 선수      | 소속          | 포지션 |
| ------ | --------- | ------------- | ------ |
| 4월    | 김도영    | KIA 타이거즈  | 내야수 |
| 5월    | 곽빈      | 두산 베어스   | 투수   |
| 6월    | 김도영    | KIA 타이거즈  | 내야수 |
| 7월    | 강민호    | 삼성 라이온즈 | 포수   |
| 8월    | 오스틴 딘 | LG 트윈스     | 내야수 |
| 9~10월 | 구자욱    | 삼성 라이온즈 | 외야수 |

## 올스타전
2024년 KBO 올스타전은 7월 6일에 인천SSG랜더스필드에서 진행됐다.

## 경기 중계
- TVING(유료 채널)

### 와일드카드 결정전 중계
- 1차전 : KBS 2TV
- 2차전 : SBS TV

### 준플레이오프 중계
- 1차전 : SBS TV
- 2차전 : MBC TV
- 3차전 : KBS 2TV
- 4차전 : SBS TV
- 5차전 : SBS 스포츠, SPOTV, SPOTV2, KBS N 스포츠, MBC 스포츠플러스

### 플레이오프 중계
- 1차전 : KBS 2TV
- 2차전 : SBS TV
- 3차전 : MBC TV
- 4차전 : KBS 2TV

### 한국시리즈 중계
- 1차전 : MBC TV
- 2차전 : KBS 2TV
- 3차전 : MBC TV
- 4차전 : SBS TV
- 5차전 : KBS 2TV